# بارب ارغوانی
بارب ارغوانی (Pethia nigrofasciata، سابقاً Puntius nigrofasciatus) یا بارب یاقوت‌سیاه، گونه‌ای ماهی مناطق استوایی از خانواده چپورماهیان و بومی سریلانکا است. این ماهی در نهرهای جنگلی از حوضه Kelani تا حوضه Nilwala وجود دارد. آنها در نهرهایی تا ارتفاع 300 متر از سطح دریا یافت میشوند. گفته می شود از تعداد جمعیت رنگارنگی که به ماهاولی در گینیگاتنای سری‌لانکا معرفی شده است، به دلیل صید برای تجارت آکواریوم به شدت کاسته شده است.

## شرایط آب
بارب‌های یاقوت سیاه به طور بومی در آب و هوای گرمسیری در میان جویبارهای جنگلی خنک، سایه‌دار و آرام با زیرلایه‌های شن یا ماسه زندگی می‌کنند. رژیم غذایی آنها عمدتاً از جلبک های رشته ای و بقایای گیاهی و جانوری تشکیل شده است. آنها آبی با پی‌اچ ۶٫۰ – ۶٫۵، سختی عمومی ۵ – ۱۲ و محدوده دمایی بین ۲۲ تا ۲۶ درجه سانتیگراد را ترجیح میدهند.

## پرورش
این ماهی به‌صورت پراکنده و در هر نوبت بیش از ۱۰۰ عدد در آب کم عمق و در بین گیاهان تخم ریزی می کند . بچه ها در عرض یک تا دو روز از تخم خارج می شوند و پس از ۲۴ ساعت با جذب کیسه زرده، آزادانه شنا می کنند.

## در آکواریوم
برای نگهداری بارب ارغوانی باید فضای زیاد، با نور زیاد و پوشش کم عمقی از گیاهان شناور و پوشش گیاهی فراوان (نیم تا دو سوم مساحت مخزن) فراهم شود. یک لایه هوموس باید در کف آکواریوم باقی بماند. این گونه برای نگهداری با ماهی های دیگر و ماهی های مشابه مناسب است. در اسارت، ماهی ها همه چیزخوار بوده و اشتهای زیادی برای خوردن دارند.
بارب ارغوانی یک شناگر فعال است و بهتر است در دسته های حداقل شش تایی نگهداری شود.

## همچنین ببینید
- لیست گونه های ماهی آکواریومی آب شیرین

## مراجع
- Michael K. Oliver, ed. (1977). Simon & Schuster's Guide to Freshwater and Marine Aquarium Fishes. New York, New York: Simon & Schuster, Inc. pp. 50. ISBN 0-671-22809-9.

1. ↑  de Alwis Goonatilake, S.; Fernado, M.; Kotagama, O. (2019). "Pethia nigrofasciata". IUCN Red List of Threatened Species. IUCN. 2019: e.T18895A174840894. doi:10.2305/IUCN.UK.2019-3.RLTS.T18895A174840894.en. Retrieved 20 November 2021.

## لینک های خارجی
- برگه اطلاعات بارب ارغوانی